# Ozarba semiluctuosa
Ozarba semiluctuosa là một loài bướm đêm trong họ Noctuidae.